# Depot von Pacov-Umgebung
Das Depot von Pacov-Umgebung (auch Hortfund von Pacov-Umgebung) ist ein Depotfund der frühbronzezeitlichen Aunjetitzer Kultur aus der Umgebung von Pacov im Kraj Vysočina, Tschechien. Es datiert in die Zeit zwischen 2000 und 1800 v. Chr. Sein Verbleib ist unbekannt.

## Fundgeschichte
Das Depot wurde beim Bau der Eisenbahnstrecke von Tábor nach Jihlava zwischen Pacov und Pelhřimov entdeckt. Das Datum des Fundes und die genaue Fundstelle sind unbekannt. Erstmals erwähnt wurde das Depot 1884.

## Zusammensetzung
Das Depot bestand aus fünf grob geformten bronzenen Ösenhalsringen bzw. Ringbarren. Weiterhin sollen Gusstiegel und Gussformen gefunden worden sein.